# Ústavní referendum v Lichtenštejnsku (2003)

Znak Lichtenštejnského knížectví

Ústavní referendum ohledně pravomocí knížete se konalo v Lichtenštejnsku 14. března 2003. V referendu se hlasovalo o dvou otázkách: „Knížecí iniciativa“ a „Iniciativa ústavního smíru“. První bod byl schválen 64,32 % a druhý bod byl odmítnut 83,44 % hlasů.

## Volba

### Knížecí iniciativa
Knížecí iniciativa se tázala voličů, zda schvalují posílení moci knížete a rozšíření jeho pravomoci k rozpuštění vlády, jmenování soudců a právo veta.

### Iniciativa ústavního smíru
Iniciativa ústavního smíru se tázala voličů, zda schvalují či neschvalují ústavní změny, včetně změny která by omezovala pravomoci panujícího knížete. BBC uvedla, že referendum v podstatě z Lichtenštejnska učinilo „absolutní monarchii“. Benátská komise (poradní orgán Rady Evropy) v prosinci 2012 zveřejnila komplexní analýzu změn, v níž vyjádřila názor, že nejsou kompatibilní s evropskými standardy demokracie. Vládnoucí kníže Hans Adam II. totiž pohrozil, že pokud v referendu budou omezeny jeho pravomoci, opustí zemi a bude raději žít v exilu na svých statcích v Rakousku. Toho se jeho poddaní zalekli.

## Výsledky

### Knížecí iniciativa
| Volba                       | Počet hlasů | %    |
| --------------------------- | ----------- | ---- |
| pro                         | 9,412       | 64,3 |
| proti                       | 5,221       | 35,7 |
| neplatné/prázdné hlasy      | 212         | –    |
| celkem                      | 14,845      | 100  |
| Registrovaných voličů/účast | 16,932      | 87,7 |
| Zdroj: Nohlen & Stöver      |             |      |

### Iniciativa ústavního smíru
| Volba                       | Počet hlasů | %    |
| --------------------------- | ----------- | ---- |
| pro                         | 2,394       | 16,6 |
| proti                       | 12,065      | 83,4 |
| neplatné/prázdné hlasy      | 386         | –    |
| celkem                      | 14,845      | 100  |
| Registrovaných voličů/účast | 16,932      | 87,7 |
| Zdroj: Nohlen & Stöver      |             |      |